# Геј скинхеди
Геј скинхеди (геј скинси, квир скинхеди) су особе хомосексуалне оријентације које се идентификују са скинхед поткултуром, понекад (мада не и нужно) без икаквог сексуалног интересовања. Поједини геј скинхеди имају сексуални фетишизам ка стилу одевања скинхеда, нарочито према војничким чизмама, јакнама „спит-фајеркама” и трегерима. Један од разлога за приступање геј особа скинхед покрету лежи у његовој пренаглашеној маскулинизацији која за њих има еротску димензију, а која је значајан елемент обележја скинхед супкултуре.

## Настанак
Геј скинхедси представљају групу која се отворено приказује од 90-их година 20. века, а паралелно са ширењем права ЛГБТ особа. Заблуда је да ови скинси искључиво припадају мирољубивим и нерасистичким групама, какви су „шарповци”, јер се понекад могу наћи и у редовима нацистичких скинхед група. Присутни су и добро организовани у свим већим европским градовима. На пример, манчестерски геј скинси као група постоје од 2005. године и не заступају расизам. Они су познати по организовању „скинхед викенда”, приликом којих се приређују забаве на којима се искључиво слуша одређена врста музике (ска, рок, панк и сл.) и на којима могу присуствовати само мушкарци. Према резултатима истраживања које су 2015. године објавили Боргесон и Валери, од свих сајтова који су посвећени скинхед покрету, 30% припада групама геј скинхеда.

## Стил и уметност
Најзначајнију улогу у изградњи идентитета геј скинхеда (сем сексуалне оријентације) игра стил одевања, што се види по обавезном „дрес-коду” који се практикује приликом журки које организују: коса не сме бити дужа од 3 милиметра, обавезне су војничке чизме „мартинке”, фармерке, тесне мајице и трегери. Геј скинси нису више само феномен радничке класе, има их у свим могућим слојевима друштва, чак и у оним најбогатијим.
Геј скинхеди се могу видети у делима геј уметника попут канадског сликара Атиле Ричарда Лукакса и филмског режисера и уметника Бруса ЛаБруса. Инспирација се може видети и у оквиру колекција модних дизајнера Александра Маквина и Жана Пола Готјеа.

## Ники Крејн
Можда најпознатији и нејнегативнији пример ове супкултуре је Ники Крејн. Крејн је био вођа ултрадесничарске организације „Бритиш мувмент” којој је припадала већина лондонских скинхеда. Били су познати по бруталности и насиљу, међутим, нико од насилника који су нападали недужне грађане са Крејном нису знали да је Ники био хомосексуалац. Такође, хомосескуалци са којима се дружио нису знали да је хулиган све до 1985. када је антифашистички магазин Срчлајт објавио велики чланак о Крејну, чиме је двоструки живот који је годинама успешно одржавао почео да се распада.